# Masone
Masone est une commune de la ville métropolitaine de Gênes dans la Ligurie en Italie.

## Administration
| Période                                  | Période  | Identité     | Étiquette       | Qualité |
| ---------------------------------------- | -------- | ------------ | --------------- | ------- |
| 14 juin 2004                             | En cours | Livio Ravera | Centro-Sinistra |         |
| Les données manquantes sont à compléter. |          |              |                 |         |

### Hameaux
Passo del Turchino, San Pietro, Passionata, La Cappelletta

### Communes limitrophes
Bosio, Campo Ligure, Gênes, Mele, Tiglieto